# Lindera racemiflora
Lindera racemiflora är en lagerväxtart som beskrevs av André Joseph Guillaume Henri Kostermans. Lindera racemiflora ingår i släktet Lindera och familjen lagerväxter. Inga underarter finns listade i Catalogue of Life.